# 藤原公光
藤原 公光（ふじわら の きんみつ）は、平安時代後期の公卿・歌人。藤原北家閑院流、権大納言・藤原季成の長男。官位は従二位・権中納言。

## 経歴
大治5年（1130年）に権大納言・藤原季成の嫡子として生まれ、幼年にして従五位下に叙爵。
久安4年（1148年）に19歳で侍従に初任。久安5年（1149年）に正五位下に叙せられ、翌年左近衛権少将に転任。仁平2年（1152年）に従四位下、久寿2年（1155年）に後白河天皇の即位に伴って正四位下と順調に位を進め、保元元年（1156年）右近衛権中将、次いで保元2年（1157年）蔵人頭と要職を歴任する。
保元3年（1158年）に参議に任ぜられて公卿に列する。同年二条天皇の即位に伴い侍従に任ぜられて天皇の身辺に仕えると共に、姉妹・成子が後白河上皇の寵愛を受けたこともあって、院司として上皇にも接近した。院司として保元4年（1159年）従三位、永暦2年（1161年）正三位、長寛元年（1163年）従二位と昇叙され、権中納言・検非違使別当・左衛門督と顕要の職を占めた。
しかし、長寛3年（1165年）父・季成の死後、永万2年（1166年）権中納言・左衛門督の職を解かれて失脚する。その理由は不明だが、甥の以仁王が前年出家せずに元服しており、子の憲仁親王（後の高倉天皇）の即位を目論む建春門院平滋子の恨みを買ったともいわれる。その後は10年以上散位となり、治承元年（1177年）の末から病となった。翌年正月3日に出家して、同月12日に薨去した。享年49。
管絃・歌謡・漢詩などに秀でたほか、『千載和歌集』以下の勅撰和歌集に8首が入集する歌人でもあった。

## 官歴
※以下、『公卿補任』の記載に従う。
- 時期不詳：従五位下に叙爵。
- 天養元年12月17日（1145年1月11日）：従五位上に叙す（高陽門院当年御給）。
- 久安4年（1148年）11月13日：侍従に任ず。
- 久安5年（1149年）2月13日：正五位下に叙す（暲子内親王御給。朝覲行幸賞）。
- 久安6年（1150年）正月29日：左近衛権少将に任ず。
- 仁平元年（1151年）2月2日：備後権介を兼ぬ。7月24日：右近衛権少将に遷る。
- 仁平2年（1152年）正月5日：従四位下に叙す（労）。
- 久寿2年（1155年）正月6日：従四位上に叙す（高陽門院御給）。10月22日：正四位下に叙す（即位。父譲）。
- 保元元年（1156年）9月17日：右近衛権中将に転ず。
- 保元2年（1157年）10月27日：蔵人頭に補す。
- 保元3年（1158年）4月2日：参議に任じ、左中将を止む。8月10日：侍従を兼ぬ。
- 保元4年（1159年）正月2日：従三位に叙す（行幸院別當）。正月29日：播磨権守を兼ぬ。
- 永暦元年（1160年）
  - 2月28日：右兵衛督を兼ぬ。侍従如元。
  - 4月2日：権中納言に任ず。右兵衛督如元。
  - 7月25日：検非違使別当に補す。
  - 8月14日：左衛門督に転ず。
- 永暦2年（1161年）正月-日：検非違使別当を辞す。正月27日：正三位に叙す（行幸院別當）。
- 長寛元年（1163年）5月2日：従二位に叙す（行幸院司）。
- 長寛3年（1165年）2月1日：服解（父）。
- 永万2年（1166年）4月6日：権中納言・左衛門督の両官を解かる。
- 治承2年（1178年）正月8日：出家。正月12日[1]：薨去。

## 系譜
- 父：藤原季成
- 母：藤原顕頼の娘
- 妻：不詳
- 生母不明の子女
  - 男子：藤原実俊
  - 女子：